# روز مادری و زیبایی

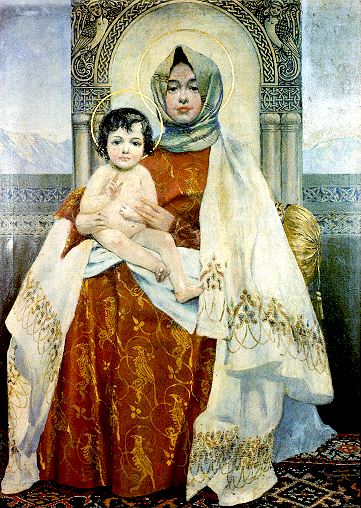
Virgin and Child اثر وارتگس سورنیانس

روز مادری و زیبایی (Mayrut’yan, geghets’kut’yan ton (ارمنی: Մայրության և գեղեցկության օր); (انگلیسی: Motherhood and Beauty Day)) یک تعطیلی ملی در کشور ارمنستان می‌باشد.
بعد از فروپاشی اتحاد شوروی و استقلال جمهوری ارمنستان، در سال ۱۹۹۶، ۸ مارس به عنوان روز جهانی زن از تقویم اعیاد رسمی ارمنستان خارج شد و به جای آن روز ۷ آوریل، «روز مادری و زیبایی» اعلام شد. هدف از این جابجایی تغییر توجه از حقوق زن و تلاش زنان برای کسب حقوق برابر اجتماعی و سیاسی، به زن به عنوان مادر و مظهر زیبایی برای مردان بود.
در سال ۲۰۰۱ روز ۸ مارس در تقویم رسمی احیا شد، امّا روز ۷ آوریل هم به جای خود باقی ماند. اکنون در جمهوری ارمنستان زنان دو روز قدردانی دارند: ۸ مارس و ۷ آوریل؛ و فاصله یک‌ماهه بین این دو تاریخ به ماهِ زن تبدیل شده‌است.
در سراسر این روزها از زن تجلیل می‌شود. مطبوعات در این باره مقالاتی می‌نویسند و دولتمردان این مناسبت را به زنان تبریک می‌گویند.
هم اکنون ارمنی‌ها روزهای هشتم مارس را به عنوان روز جهانی زن و هفتم آوریل را به عنوان روز مادری و زیبایی جشن می‌گیرند. روز هفتم آوریل طبق روز شماری ایاد کلیسای حواری ارمنی با جشن بشارت و باروری حضرت مریم می‌باشد. به دستور حضرت گارگین دوم مراجع عالی دینی کلیسای حواری ارمنی جهان در این روز مراسم مذهبی و دعای خاص برای کلیه زوج‌های جوان و به ویژه مادران در کلیه کلیساها انجام می‌گیرد.